# Lungavilla
Lungavilla är en ort och kommun i provinsen Pavia i regionen Lombardiet i Italien. Kommunen hade 2 451 invånare (2018).